# 賈佳亞
贾佳亚，香港科技大学讲座教授（Chair Professor），电气和电子工程师协会（IEEE） 院士，TPAMI期刊 （页面存档备份，存于）副主编、IJCV （页面存档备份，存于）编委。

## 生平
贾佳亚，思谋科技 SmartMore 创始人、董事长，香港科技大学讲座教授（Chair Professor），国际电气和电子工程师协会（IEEE）会士，计算机视觉、人工智能与计算机影像学等领域国际顶尖专家。
2000年，贾佳亚获得复旦大学学士学位，随后在香港科技大学攻读计算机视觉博士学位。
贾佳亚从2004年开始就带领团队从事计算机视觉研究和相关算法研发，在超过20年的研究生涯里，发表了顶级论文200多篇，论文被引用超过70000次，H指数超过100，他还担任了全球AI领域顶级期刊《IEEE模式分析与机器智能汇刊（TPAMI）》副主编，是该刊创刊42年以来首位视觉领域华人副主编。多次入选美国斯坦福大学和爱思唯尔数据库《全球前2%顶尖科学家终身/年度科学影响力排行榜》（World's Top 2% Scientists）。
贾教授同时也是香港科创领军人物。他敏锐地捕捉到全球工业4.0的变革机遇，于2019年创立了专注智慧制造的思谋集团，带领研究团队将人工智能和先进大语言模型技术应用于智能制造，开发新一代智慧制造平台和高度智能化的制造研发系统、工业大模型，推动探索工业制造业的智慧升级和数位转型。
思谋集团仅用18个月便已迅速成为独角兽企业。2024年6月，思谋成为香港特区政府全资拥有的港投公司首家战略合作企业。目前，思谋已服务近300家全球大型制造业企业，为香港“新型工业化”做出了杰出贡献。
贾教授是“香港创新领军人物大奖2021”得主，2022年分别荣膺香港“杰出领袖”和“青年科创先锋人物”。2023年2月，更是获得首届“香港创新企业家奖”最高殊荣“香港创新企业家年度大奖”。
贾佳亚培养了超过50位顶尖的计算机视觉AI博士和硕士，他们活跃于学术界和工业界，并已成为杰出的AI技术领导者，如教授、研究实验室主任以及知名创业公司的创始人等。如学生徐立现正担任港股上市公司商汤科技联合创始人、董事会执行主席及首席执行官；卢策吾是上海交通大学计算机科学与工程系教授；而刘枢、李睿宇则追随贾佳亚创立思谋。

## 研究
贾佳亚是全球计算机视觉最著名的专家之一，多次入选美国斯坦福大学和爱思唯尔数据库（Elsevier Data Repository）《年度全球前2％顶尖科学家榜单》（World's Top 2% Scientists）。
贾佳亚的研究方向在计算机视觉、机器学习、计算机成像。其中包括：语义分割和实例分割，图像识别与分类，3D 检测、分割和重建，过滤、去模糊和超分辨率，运动估计、深度估计和一般图像匹配。
其中包括图像去模糊、滤波、图像稀疏处理、多频段图像信号的融合以及增强、大范围运动估计、基于纹理和结构的分层等，这些成果都已在期刊发表并进行了现实中技术实现。它们在已搭建的系统中展现了突出的效能，而且绝大部分进行了开源，从而可以被广泛的应用于航空、医疗图像、安全管理、机器人设计、气象分析等多个领域。
在超过20年的研究生涯里，贾佳亚发表顶级论文200多篇，论文被引用超过70,000次，H指数超过100。
2011年，贾佳亚教授团队发表的《Image Smoothing via L0 Gradient Minimization》，创新性地提出基于梯度的平滑方法，在保留较大梯度（图像边缘）的同时去除较小梯度，并用极简单代码实现，是2011年SIGGRAPH Asia引用最高的论文。2023年12月12日，计算机图形学顶级会议SIGGRAPH Asia 2023在澳大利亚悉尼举办，多个年度奖项重磅揭晓。贾佳亚团队凭借论文《Image Smoothing via L0 Gradient Minimization》获得首届“Test-of-Time Award（时间检验奖）”。SIGGRAPH Asia于2023年设立“时间检验奖”，旨在表彰过去十年在计算机图形学和交互技术领域持续产生重大影响、引领全行业发展方向的论文。

## 论著
根据2021年8月香港中文大学网址显示，贾佳亚在《运动去模糊：算法和系统（ Motion Deblurring: Algorithms and Systems）》《计算机视觉 - 参考指南（Computer Vision - A Reference Guide）》《IEEE模式分析与机器智能汇刊（TPAMI）》《计算机视觉国际期刊（IJCV）》“计算机视觉与模式识别会议（CVPR）”、“欧洲计算机视觉大会（ECCV）”等各类书籍、期刊和学术会议中发表了200多篇科学论文。代表论文如下：
- Jiaya Jia:  Mathematical Models and Practical Solvers for Uniform Motion Deblurring (in Motion Deblurring: Algorithms and Systems), Cambridge University Press, ISBN 9781107044364, 2014[6]
- Jiaya Jia:  “Matte Extraction”Book: Computer Vision - A Reference Guide, Springer, ISBN 9780387307718 Editor-in-chief: Ikeuchi, Katsushi.[8]
- Jiaya Jia, Chi-Keung Tang：Image Stitching Using Structure Deformation ，IEEE Transactions on Pattern Analysis and Machine Intelligence (TPAMI), Vol. 30, No. 4, 2008.[9]
- Jiaya Jia, Jian Sun, Chi-Keung Tang, Heung-Yeung Shum：Drag-and-Drop Pasting，ACM Transactions on Graphics (also in SIGGRAPH 2006), Vol. 25, No. 3, 2006.[10]
- Xiaojuan Qi, Zhengzhe Liu, Renjie Liao, Philip HS Torr, Raquel Urtasun, Jiaya Jia：GeoNet++: Iterative Geometric Neural Network with Edge-Aware Refinement for Joint Depth and Surface Normal Estimation，IEEE Transactions on Pattern Analysis and Machine Intelligence (TPAMI). Accepted.[11]

## 荣誉奖项
- 2022年7月，贾佳亚获得“香港创新领军人物大奖2021”。 2022年8月，贾佳亚荣膺香港“青年科创先锋人物”。  2022年9月，贾佳亚获得香港“杰出领袖”称号。2023年2月，贾佳亚获得首届“香港创新企业家奖”最高殊荣的“香港创新企业家年度大奖”。  2023年10月，入选美国斯坦福大学和爱思唯尔数据库“全球前2%顶尖科学家终身科学影响力排行榜”、“全球前2%顶尖科学家2023年度科学影响力排行榜”。  2023年11月，贾佳亚摘得“中银香港科技创新奖人工智能及机器人领域”桂冠。  2023年12月，贾佳亚团队凭借论文《Image Smoothing via L0 Gradient Minimization》获得SIGGRAPH Asia首届“Test-of-Time Award（时间检验奖）”。